# 长老会纪念教堂 (圣奥古斯丁)

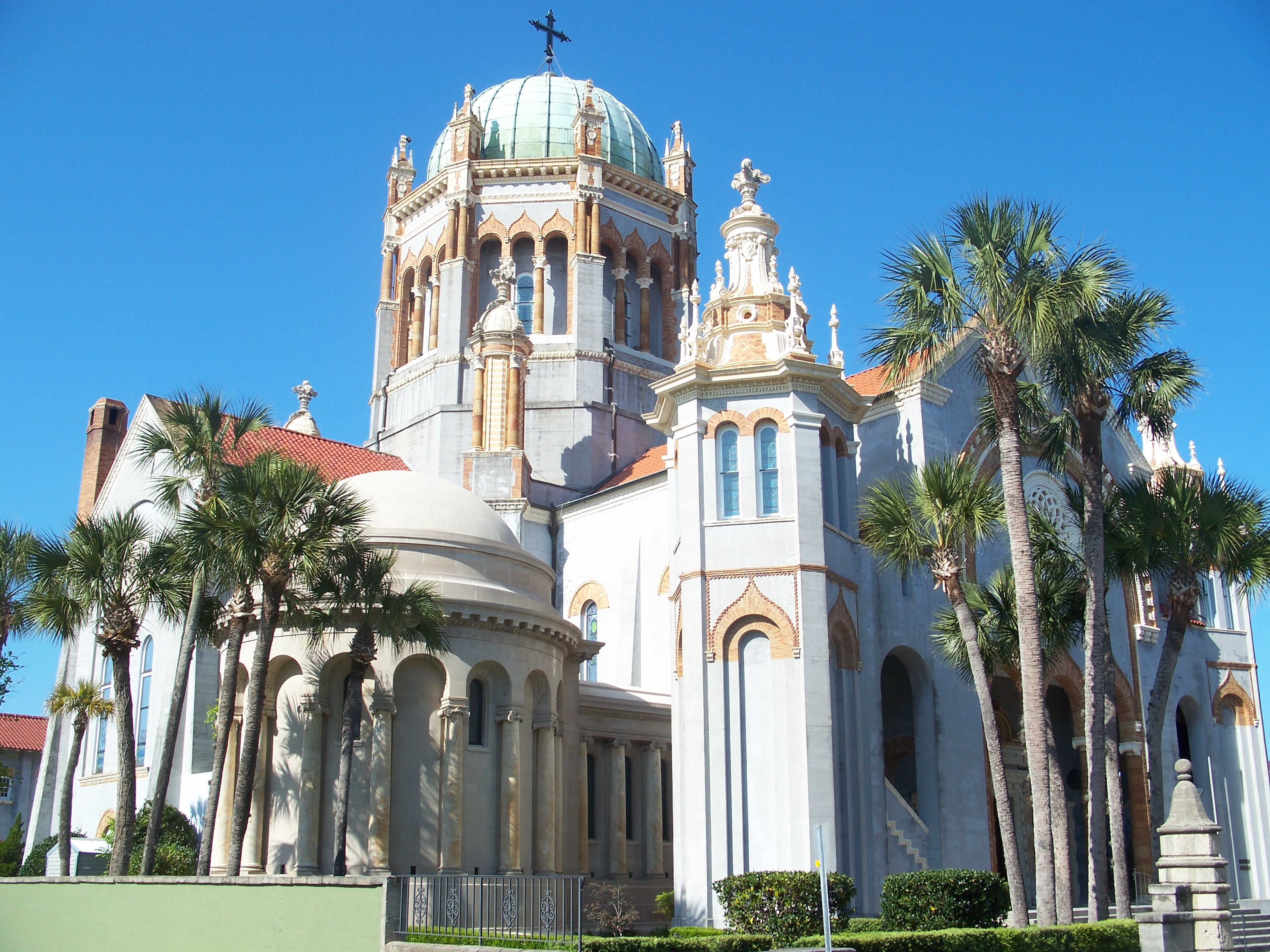
长老会纪念教堂

长老会纪念教堂（Memorial Presbyterian Church）是一座历史悠久的教堂，位于美国佛罗里达州圣奥古斯丁的塞维利亚街 32 号，1889 年由美国实业家亨利·弗拉格勒建造，以纪念他的女儿珍妮•路易斯•本尼迪克特（Jennie Louise Benedict）。1889 年 3 月，她因分娩并发症在海上去世。

## 历史
弗拉格勒一生都是长老会的信徒，在他女儿去世后，他选择了非常靠近他的酒店的一块土地，在塞维利亚街和瓦伦西亚街拐角处，为圣奥古斯丁的长老会（佛罗里达州的第一个长老会教堂）建造一座新教堂。建筑物、所在的土地，以及当时的牧师住宅，都被捐赠给了长老会，并交换了在圣乔治街和海波利塔街他们拥有的土地（弗拉格勒后来在此建造了一座市政建筑）。
像弗拉格勒在圣奥古斯丁的其他建筑（庞塞德莱昂酒店、阿尔卡萨酒店、卫理公会恩典堂) 一样，长老会纪念教堂也是由纽约的卡雷尔和黑斯廷斯建筑师事务所 的的约翰•梅尔文•卡雷尔（John M. Carrere）和托马斯•黑斯廷斯（Thomas Hastings）设计；但是，它的建筑风格却大不相同。该堂为威尼斯文艺复兴建筑风格、拉丁十字平面，灵感来自威尼斯的圣马尔谷圣殿宗主教座堂。它包含西班牙、摩尔、意大利和巴洛克风格的设计元素。该建筑由建筑商麦奎尔和麦当劳（McGuire and McDonald）使用与贝灰岩混合的浇筑混凝土建造，这一工艺也用于弗拉格勒的其他建筑物以及富兰克林·W·史密斯在附近的佐拉达别墅（Villa Zorayda）和卡萨莫妮卡酒店（Casa Monica Hotel）。
建造成本约为 250,000 美元。许多外部建筑细节都使用了金色和白色的陶瓦。 铜质圆顶是在意大利创建的，地板是意大利大理石，长椅是用桃花心木雕刻而成，而洗礼池是用一整块锡耶纳大理石雕刻而成。洗礼池的铭文是：“悼念—F. H. B. 与 J. L, B.—1889 年 3 月 25 日。我要作你和你后裔的神。（创世记 17:7）”。教堂于 1890 年 3 月 16 日举行了献堂仪式，许多政要出席了仪式，包括美国第一夫人 卡罗琳·哈里森 以及美国副总统列维·P·莫顿。 花窗玻璃由德国艺术家 Herman T. Schladermundt 设计，历时十二年才完成，最终于 1901年安装。 当弗拉格勒于 1913 年去世时，他与他的女儿珍妮、孙女玛格丽和第一任妻子玛丽·哈克尼斯·弗拉格勒一起安葬在与教堂相连的大理石陵墓 中。
2012 年，CNN将长老会纪念教堂列入美国最值得参观的八大宗教奇观之一。
在2017 年 飓风艾尔玛之后，长老会纪念教堂的铜穹顶进行了重大修复，耗资 350 万美元。位于圆顶顶部重900 磅的十字架掉落，在铜板上刺穿了几个孔。修复圆顶时，十字架被拆除，但后来又恢复。 截至 2019 年 3 月，教堂正在继续翻修工作，以修复 飓风马修 和飓风艾尔玛造成的损坏。
现任牧师是毕业于弗拉格勒学院的W. Hunter Camp II博士。 周一至周六上午 11 点至下午 3 点 45 分，公众可免费自助参观该建筑。

## 参考

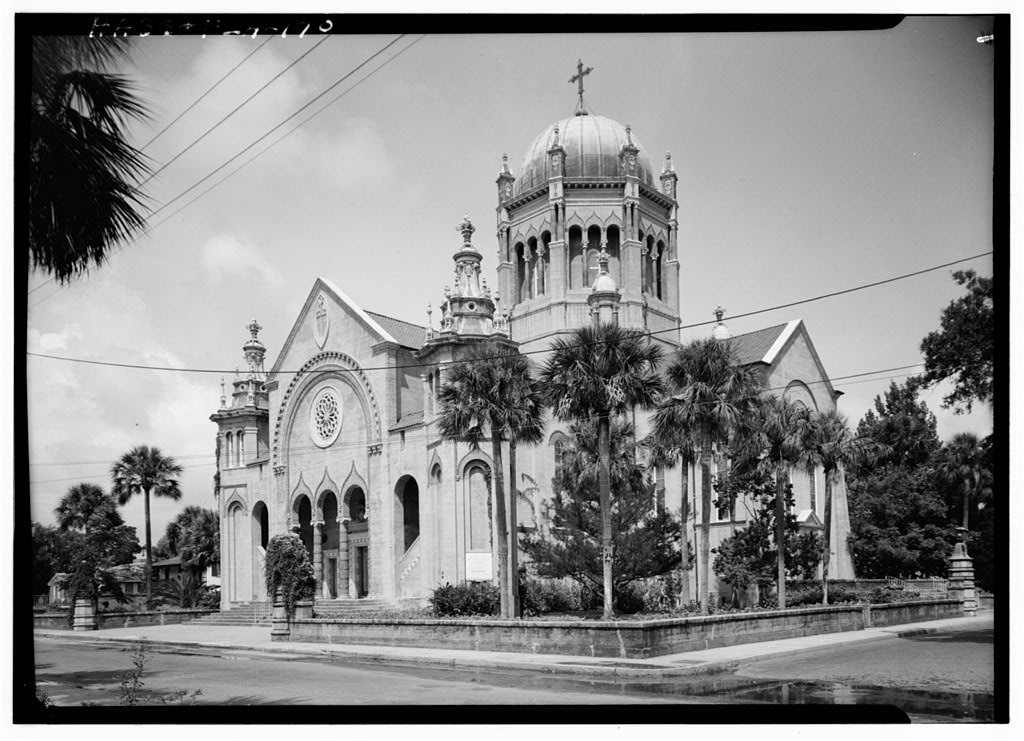
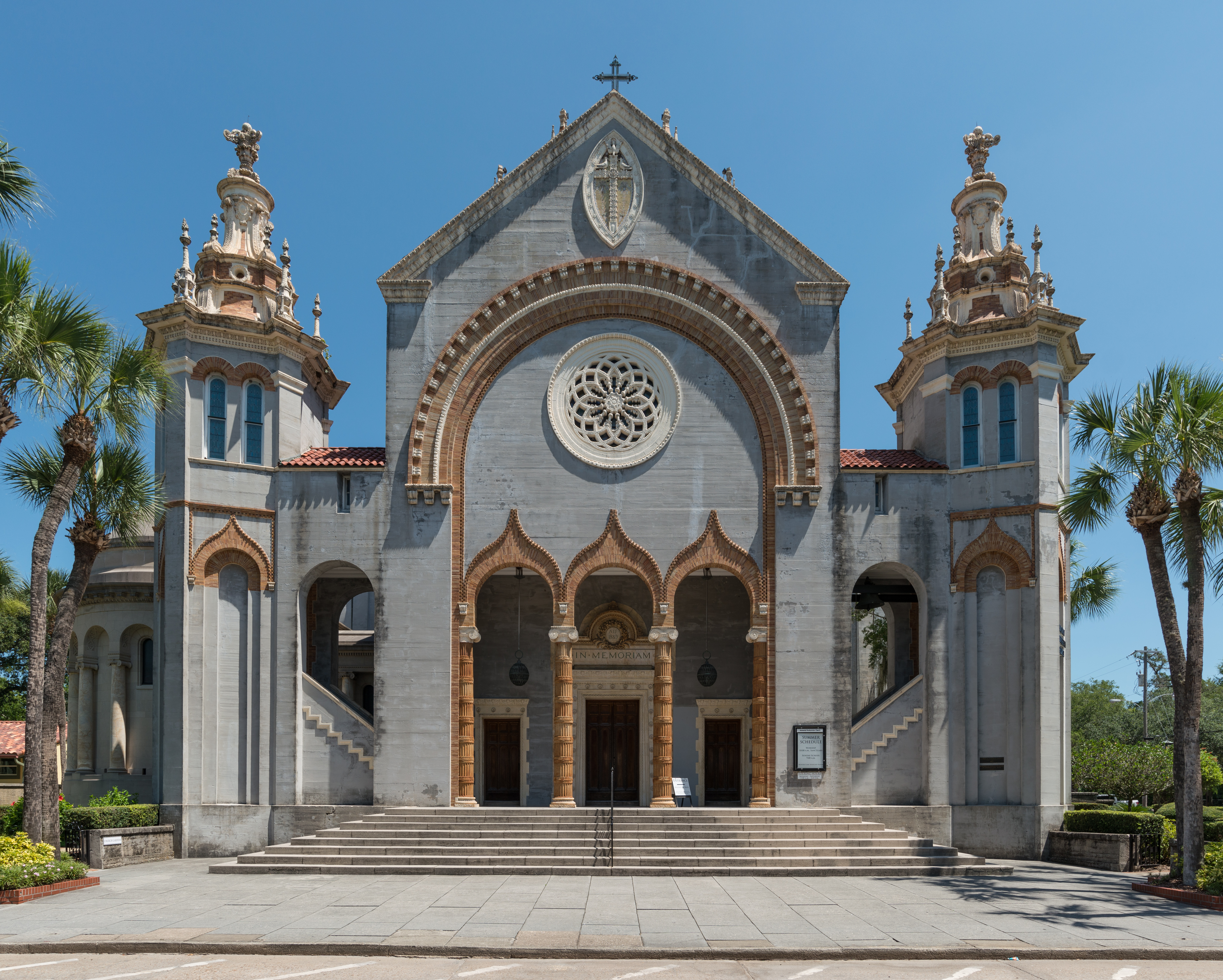
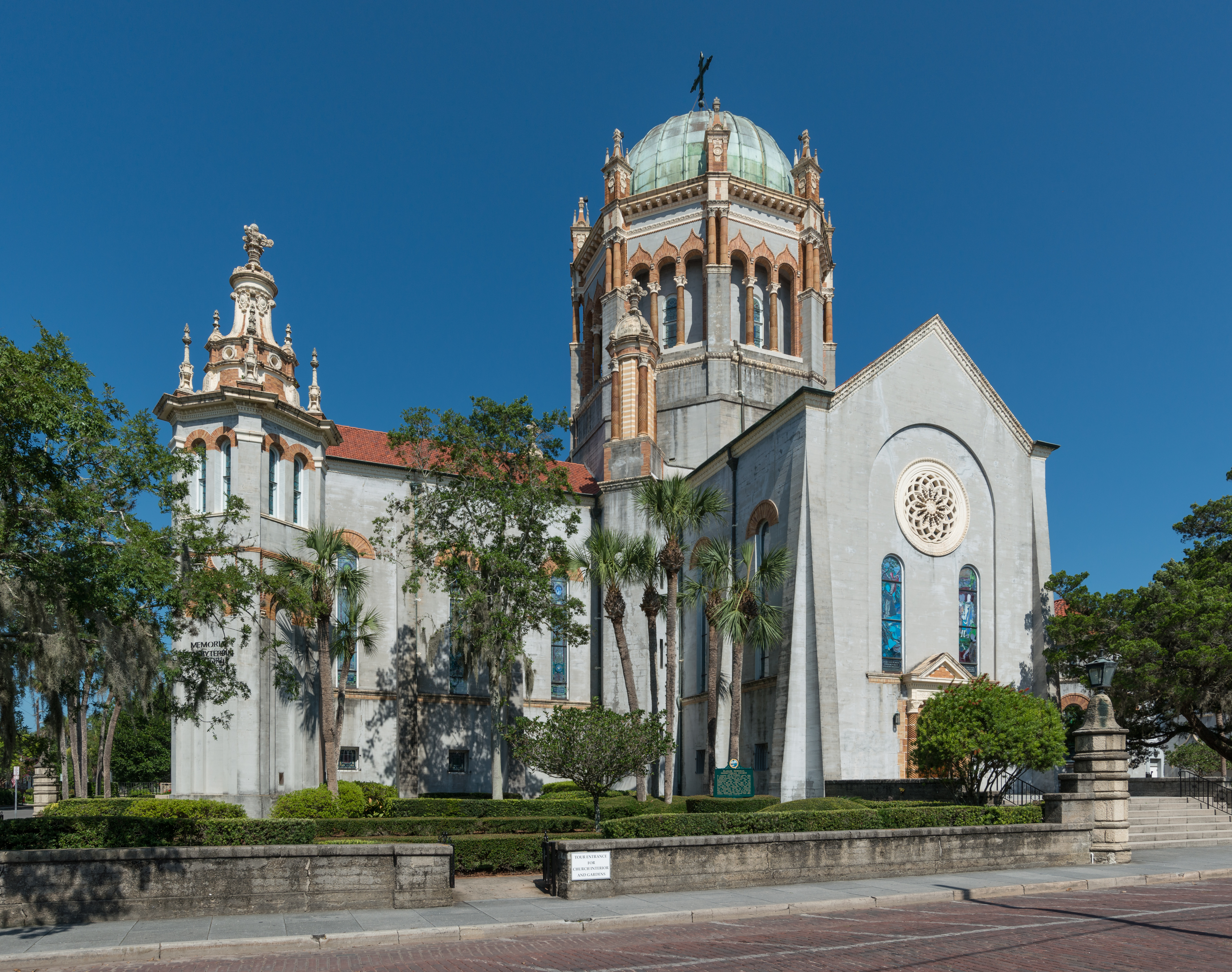
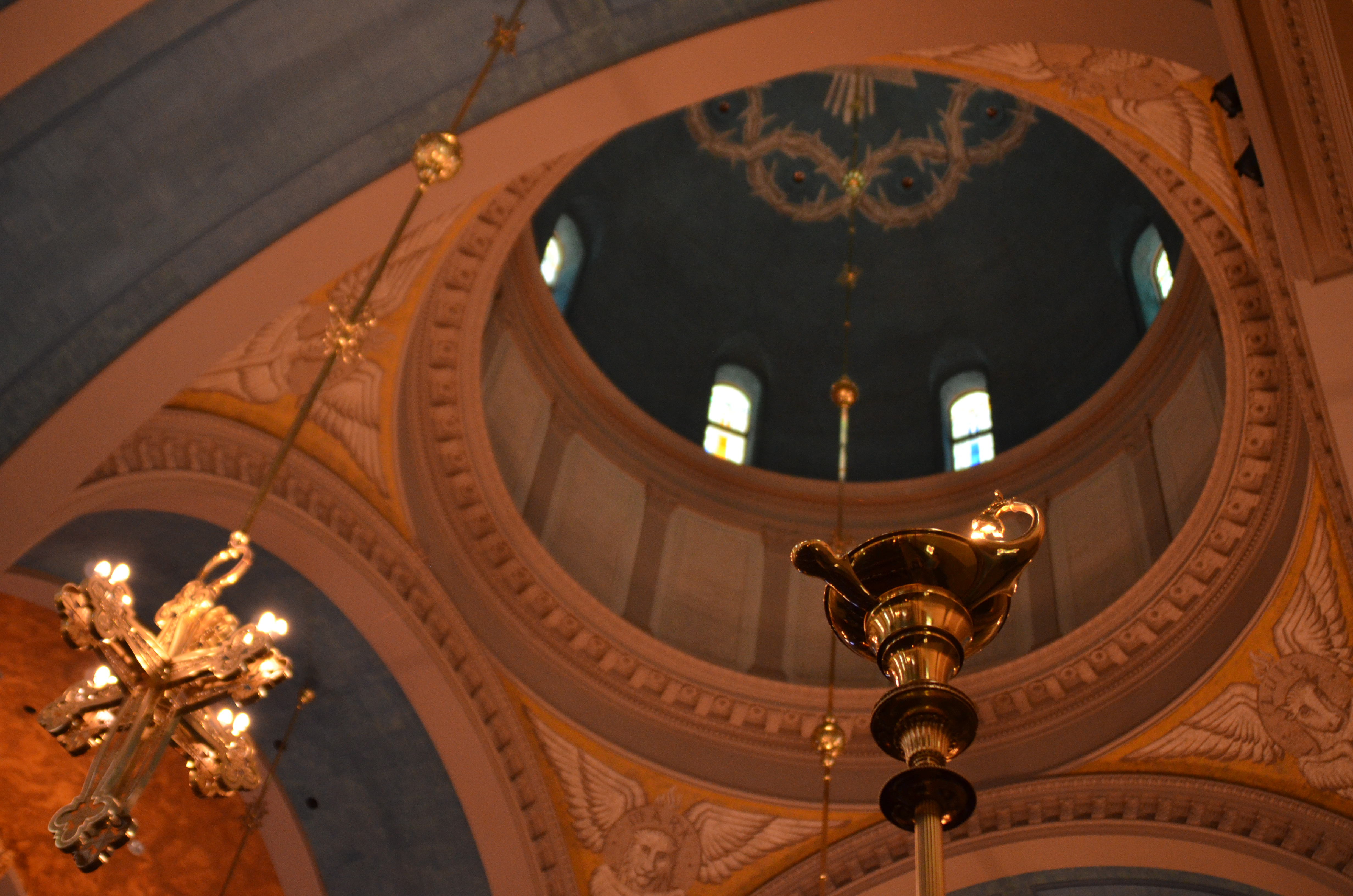
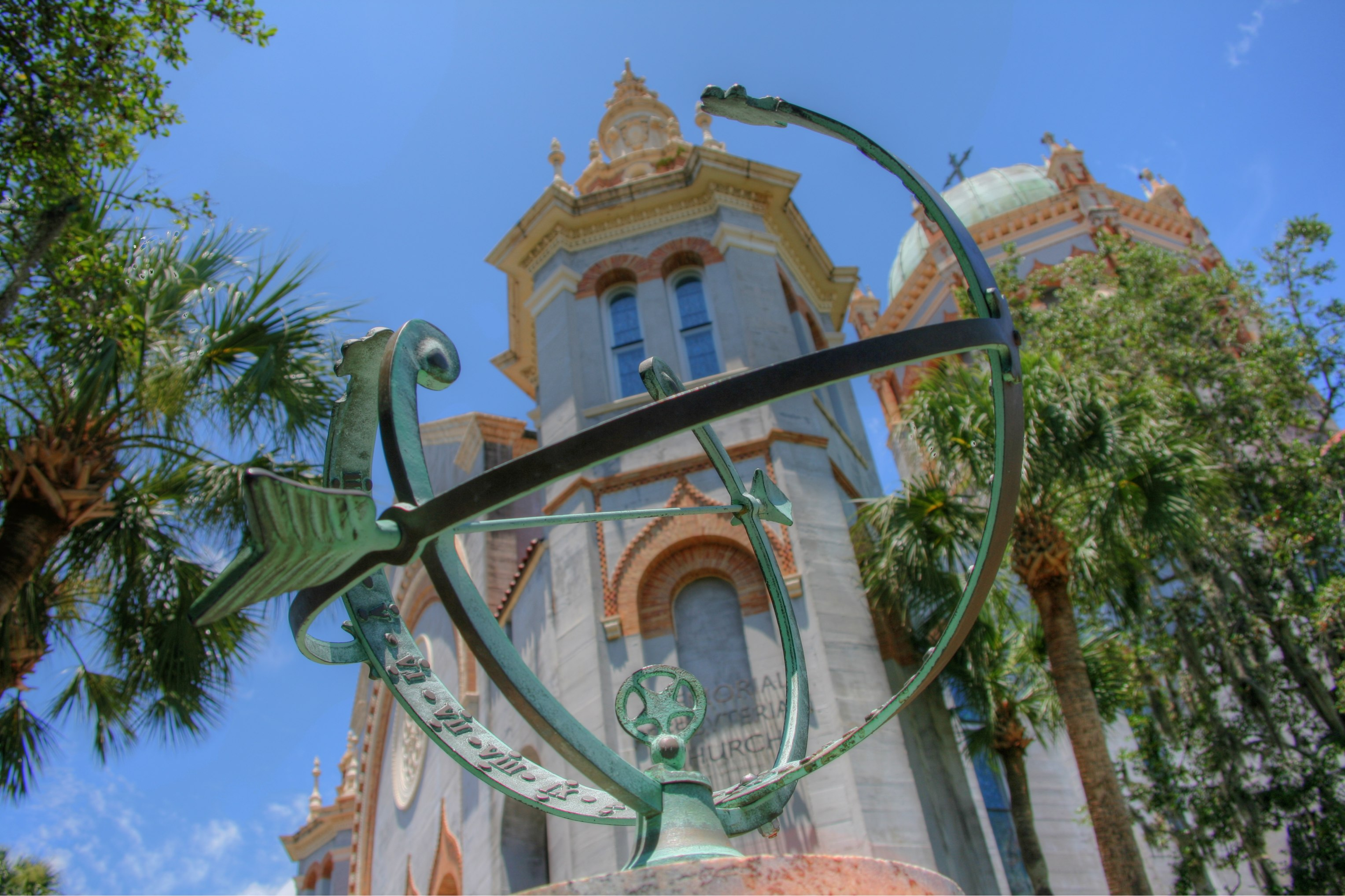
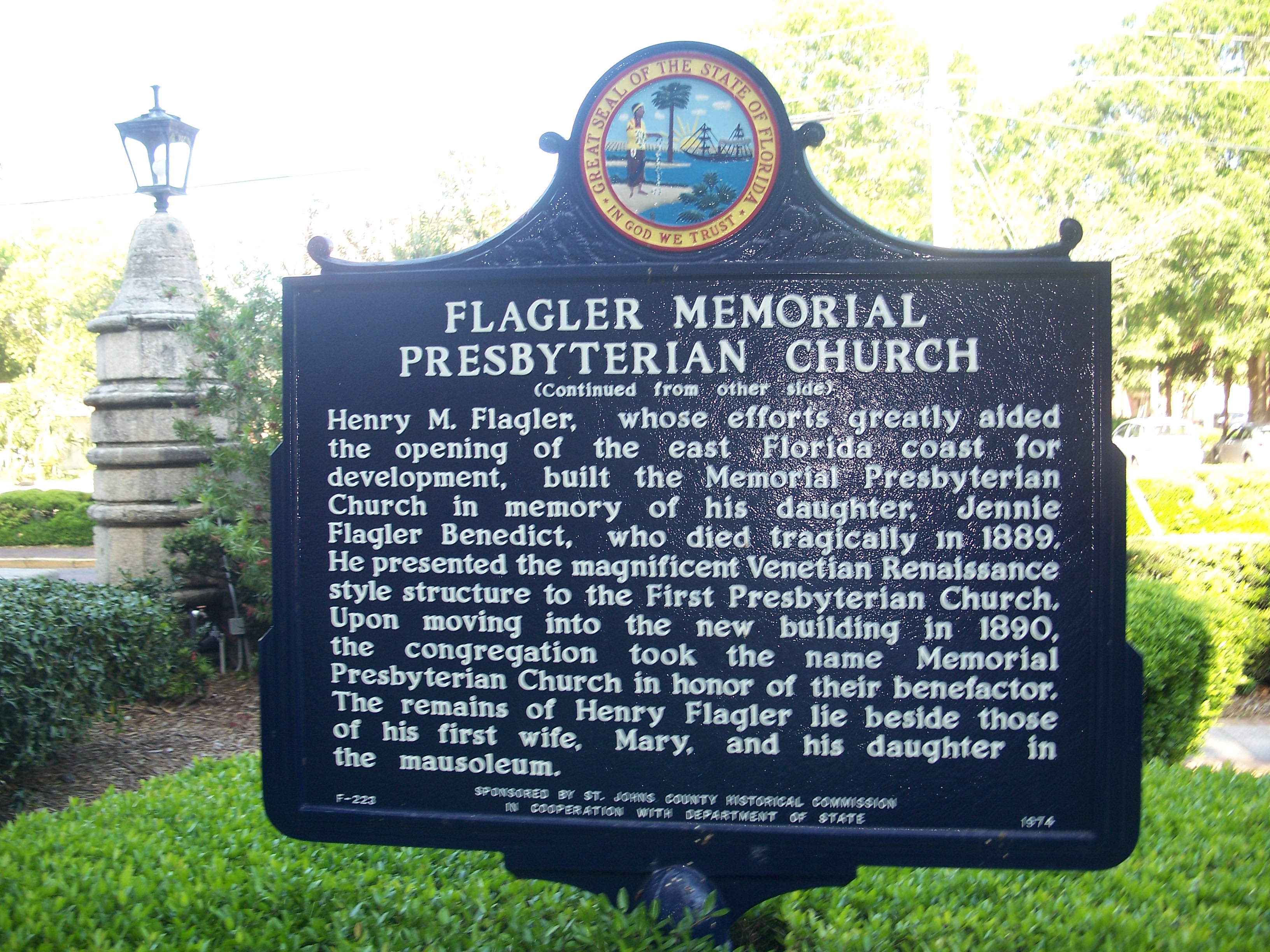
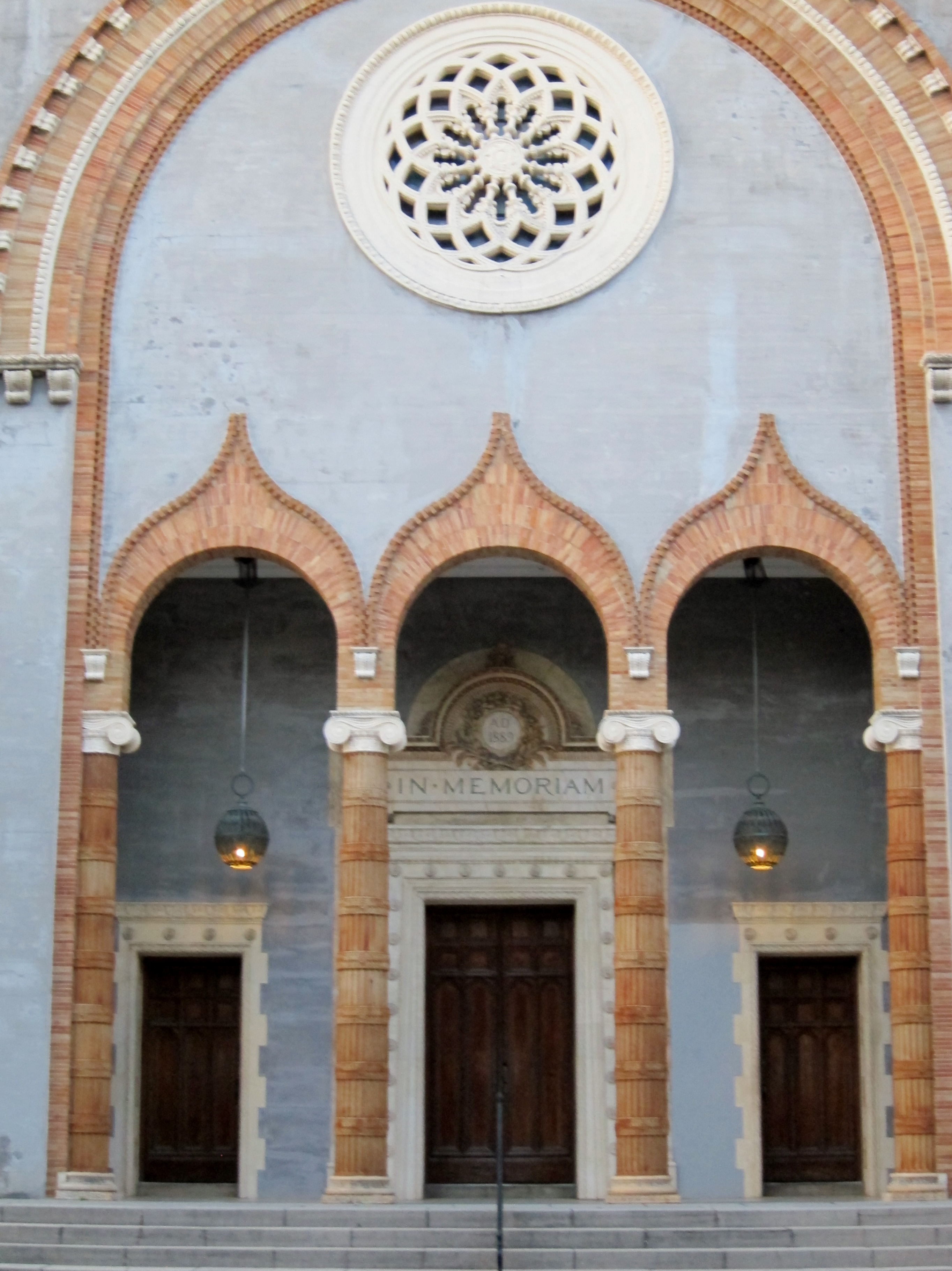
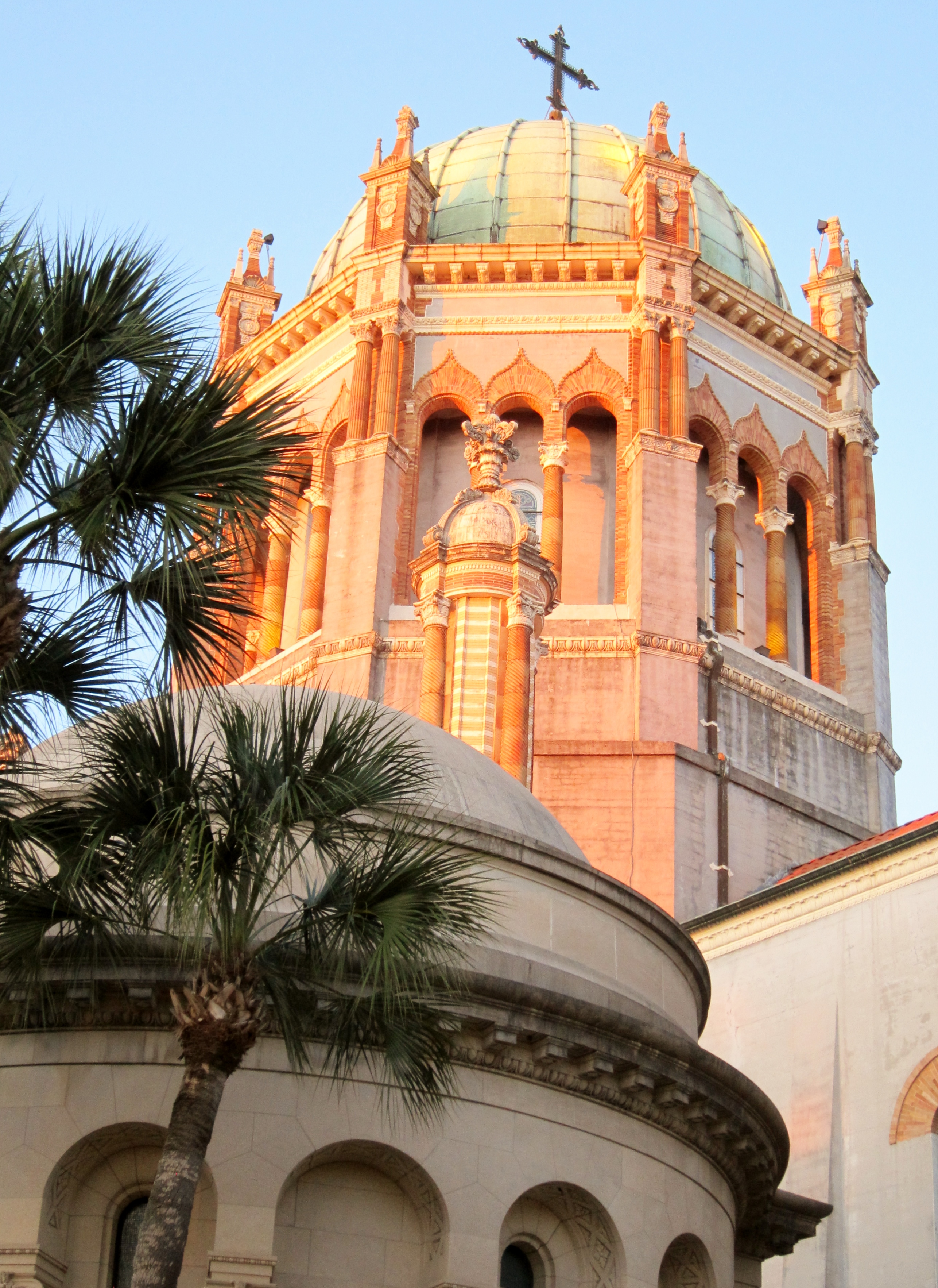